# سید دادوش هاشمی
سید دادوش هاشمی سیاست‌مدار و استاندار کرمانشاه در دوره دوم ریاست جمهوری محمود احمدی‌نژاد بود.  معاون اقتصادی استانداری چهارمحال و بختیاری، رئیس سازمان و برنامه کهکیلویه و بویر احمد، رئیس سازمان مدیریت و برنامه ریزی استان تهران و در نهایت معاون مالی و اداری شهرداری تهران از دیگر سوابق مدیریتی او است.